# 스크림 2
《스크림 2》(영어: Scream 2)는 1997년 개봉한 미국의 슬래셔 영화이다. 《스크림》(1996)의 속편이다. 전편과 마찬가지로 웨스 크레이븐이 연출하였으며, 전편에서 마지막까지 생존하는 인물들을 연기한 네브 캠벨, 코트니 콕스, 데이비드 아켓, 제이미 케네디 등이 동일 배역으로 재출연하였다.
1998년 제 24회 새턴상에서 공포 영화 부문 작품상, 여우 주연상(캠벨), 여우 조연상(콕스) 후보에 올랐다.
속편 《스크림 3》(2000)으로 이어진다.

## 줄거리
윈저 칼리지 4학년생 모린 에번스와 필 스티븐스가 우즈버러 학살 사건을 다룬 영화 〈스태브〉(Stab)의 특별 상영회에서 고스트페이스 가면을 쓴 살인마에게 살해된다. 살인 사건 이후 언론은 전편의 생존자인 시드니 프레스콧이 다니는 대학이기도 한 윈저 칼리지에 몰려든다. 시드니는 친구인 핼리, 데릭, 랜디, 듀이, 기자 게일과 함께 다시 생존을 위한 싸움에 나선다.
고스트페이스는 우즈버러 희생자들과 같은 이름을 가진 재학생들을 목표로 삼고, 시드니와 친구들은 사건을 해결하고 살아남기 위해 노력한다. 수사가 진행되면서 고스트페이스를 따라한 살인마의 정체가 시드니의 친구 미키이며 빌리 루미스의 어머니인 낸시 루미스가 빌리의 복수를 위해 그에게 도움을 준 것이 밝혀진다.
미키는 살인을 영화 폭력 탓으로 돌리며 스스로를 유명하게 만들 계획이었다고 밝히고, 낸시는 아들의 죽음이 시드니 때문이라고 비난한다. 결국 시드니와 코튼이 힘을 합쳐 낸시를 죽이고, 미키는 게일과 시드니에게 제압된다. 영화의 끝에서 시드니는 언론의 관심을 피하고자 기자들을 코튼에게로 유도하고, 살아남은 이들은 이 악몽에서 벗어난다.

## 출연진
- 데이비드 아켓 - 듀이 라일리 역
- 네브 캠벨 - 시드니 프레스콧 역
- 코트니 콕스 - 게일 웨더스 역
- 세라 미셸 겔러 - 시시 쿠퍼 역
- 제이미 케네디 - 랜디 미크스 역
- 로리 멧캐프 - 데비 솔트 / 낸시 루미스 역
- 엘리스 닐 - 핼리 맥대니얼 역
- 제리 오코널 - 데릭 펠드먼 역
- 티머시 올리펀트 - 미키 올티에리 역
- 제이다 핑킷 - 모린 에번스 역
- 리에브 슈라이버 - 코튼 위어리 역
- 루이스 아켓 - 루이스 하틀리 역
- 두에인 마틴 - 조엘 역
- 리베카 게이하트 - 로이스 역
- 포샤 더로시 - 머피 역
- 오마 엡스 - 필 스티븐스 역
- 헤더 그레이엄 - 본인 / 영화 속 영화 스태브의 케이시 베커 역
- 조시 잭슨 - 영화 수업 수강생 1 역
- 매리솔 니컬스 - 다우니 역
- 낸시 오델 - 토리의 인터뷰어 역
- 토리 스펠링 - 본인 / 스태브의 시드니 프레스콧 역
- 루크 윌슨 - 본인 / 스태브의 빌리 루미스 역
- 데이비드 워너 - 거스 골드 역

## 우리말 녹음
MBC 성우진 (2000년 8월 5일)
- 윤성혜 - 시드니(네브 캠벨)
- 권혁수 - 듀이(데이비드 아켓)
- 김서영 - 게일(코트니 콕스)
- 송도영 - 시시(세라 미셸 겔러)
- 송준석 - 데릭(제리 오코널)
- 안지환 - 미키(티머시 올리펀트)
- 이인성 - 랜디(제이미 케네디)
- 박지훈 - 코튼(리에브 슈라이버)
- 엄현정 - 데비(로리 멧캐프)
- 황일청
- 김태훈
- 이선주
- 김영선
- 안장혁
- 박선영
- 변종필
- 정남
- 이상범
- 김용준
- 한수림
- 오주연
- 이상훈
- 이자옥
- 표영재
- 최한
- 배정민
- 채의진